# Arcey (Doubs)
 Arcey  es una población y comuna francesa, en la región de Franco Condado, departamento de Doubs, en el distrito de Montbéliard y cantón de L'Isle-sur-le-Doubs.

## Historia
Villa del español Franco Condado de Borgoña, el 8 de enero de 1674 fue ocupada por las tropas francesas, que la incendiaron y masacraron a sus habitantes.

## Demografía
| 489 | 652 | 917 | 1071 | 1101 | 1174 |
| Para los censos de 1962 a 1999 la población legal corresponde a la población sin duplicidades (Fuente: INSEE [Consultar]) |     |     |      |      |      |